# Oferta agregada
Oferta agregada diz respeito à quantidade de bens e serviços que uma ou mais empresas podem oferecer, e depende dos recursos de capital (nível de poupança e bens de capital), dos recursos de trabalho (quantitativa e qualitativamente considerado) e dos recursos naturais e tecnológicos disponíveis numa economia.